# Võhma (Alutaguse)
Koordinaten: 59° 17′ N, 27° 17′ O
Võhma ist ein Dorf (estnisch küla) in der Landgemeinde Alutaguse (bis 2017 Mäetaguse). Es liegt im Kreis Ida-Viru (Ost-Wierland) im Nordosten Estlands.
Das Dorf hat 14 Einwohner (Stand 1. Januar 2011).